# Избори за Европски парламент 2009. (Аустрија)
Избори за европски парламент 2009. у Аустрији је био избор за делегацију из Аустрије за Европски парламент 2009. године. То су били четврти избори за Европски парламент у историји Аустрије и одржани су 7. јуна 2009. Аустрија ће имати 19 места у парламенту, уместо 18 које је земља имала пре него што се извршила реорганизација места.

## Изборни резултати
Резултати избора за европски парламент у Аустрији 2009.
| Политичка партија                      | Политичка група | Гласова   | Гласова  | %     | %    | Мандата | Мандата |
| Политичка партија                      | Политичка група | 2009      | ±        | 2009  | ±    | 2009    | ±       |
| -------------------------------------- | --------------- | --------- | -------- | ----- | ---- | ------- | ------- |
| Аустријска народна странка ()          |                 | 858.921   | +41.205  | 29,98 | -2,7 | 6       | 0       |
| Социјалдемократска партија Аустрије () |                 | 680.041   | −153.476 | 23,74 | -9,6 | 5       | -2      |
| Листа Ханз-Петер Мартина ()            |                 | 506.092   | +156.396 | 17,67 | +3,7 | 3       | +1      |
| Слободарска партија Аустрије ()        |                 | 364.207   | +206.485 | 12,71 | +6,4 | 2       | +1      |
| Зелени - Зелена алтернатива ()         |                 | 284.505   | −37.924  | 9,39  | -3,0 | 2       | 0       |
| Савез за будућност Аустрије ()         |                 | 131.266   | 131.266  | 4,6   | +4,6 | 1       | +1      |
| Остале партије                         | -               | 39.589    | -        | 1,36  | -    | 0       | 0       |
| Укупно                                 |                 | 2.864.618 |          | 100   |      | 19      | +1      |
| Неважећи гласови                       | -               | 60.512    | -        | 2,11  | -    | -       | -       |

Од 6.362.633 регистрованих гласача на изборе је изашло 45,97%